# Ugone Spinelli
Ugone Spinelli (? - na 1094) was een Napolitaans edelman die in het jaar 1094 vermeld wordt in een akte. Hij trok met twee zonen Filippo en Giacomo op kruistocht naar het Heilige Land. 
Het jaar 1094 is de eerste vermelding van de familienaam Spinelli in de geschiedenis van Napels. Hij wordt als een stamvader beschouwd van het adellijke huis Spinelli in het koninkrijk Napels en het koninkrijk der Beide Siciliën. Dit adellijke huis in Napels is niet te verwarren met het huis Spinelli in het hertogdom Florence.